# Бен-Ґуріон (аеропорт)
Міжнародний аеропорт імені Бен-Ґуріона (івр. נמל התעופה בן גוריון, скорочено івр. נתב"ג, Натбаґ) — аеропорт, розташований за 14 км на південний схід від міста Тель-Авів, неподалік міста Лод, найбільший міжнародний аеропорт Ізраїлю. Побудований британською владою у 1936 році, сьогодні належить державному підприємству «Управління аеропортів Ізраїлю». Має три злітно-посадкові смуги завдовжки 1780, 3657 і 3112 метрів відповідно. Початково аеропорт відкрили під назвою «Аеропорт Лідда». Пізніше у 1948 році його перейменували на Аеропорт Лода — під такою назвою аеропорт проіснував до 1973 року, коли отримав свою сучасну назву на честь першого Прем'єр-міністра Ізраїлю Давида Бен-Ґуріона, який помер 1 грудня того ж року.
В аеропорту імені Бен-Ґуріона базуються авіакомпанії «Ель-Аль», «Аркіа», «ІсраЕйр».
Аеропорт розташований поруч з шосе № 1 Тель-Авів — Єрусалим. Автобусні компанії «Егед» і «Дан» здійснюють рейси з зупинкою в аеропорту. Також аеропорт обладнаний багатоярусними автомобільними стоянками (на 11,3 тис. автівок), стоянками таксі і має залізничну станцію. Час проїзду залізничним транспортом до Тель-Авіва становить 18 хвилин і коштує близько 3,7 долари.
Аеропорт імені Бен-Ґуріона визнаний найбезпечнішим аеропортом у світі, з точки зору захисту від терористичних актів. Він охороняється поліцією і солдатами ЦАХАЛа, а також найманими охоронцями в уніформі охорони аеропорту і в цивільному одязі, з метою підтримувати високий рівень безпеки. Аеропорт піддавався декільком терористичним атакам, але жодна спроба викрадення літака не увінчалася успіхом.

## Історія

### За часів Британського мандата
Аеропорт було спроєктовано, сплановано і побудовано урядом Британського мандата в 1930-х роках. На додаток до аеропорту, британці побудували біля летовища залізничний вокзал (у місті Лод) і військову базу. 1935 року почалося будівництво летовища, і в 1937 році були відкриті перші бетонні злітно-посадкові смуги; довжина кожної з них становила 800 метрів, а ширина — 100 метрів. Аеропорт був побудований під час так-званого «Арабського повстання», у співпраці між юдеями, мусульманами та християнами. Будівництвом займалася місцева будівельна компанія з Єрусалиму.
Перед Другою світовою війною аеропорт обслуговував невелику кількість авіакомпаній: Єгипетська «МасрЕйр» (сьогодні називається EgyptAir) виконувала рейси з аеропорту в декілька пунктів призначення в регіоні, включаючи Каїр, Нікосію, Бейрут і Багдад. Голландська KLM користувалася аеропортом як проміжним пунктом при польотах з Амстердаму до міст Індонезії, а польська LOT виконувала регулярне авіасполучення з Варшавою. Czech Airlines виконували рейси до східної Європи, через Італію, а британська Imperial Airways також виконувала рейси до Великої Британії. Під час Другої світової війни аеропорт обслуговував військові літаки антигітлерівської коаліції і з 1 березня 1943 року перетворився на військову базу ВПС Великої Британії, в той же час майже повністю було припинено цивільні перевезення аеропорту. Відразу ж після закінчення війни аеропорт повернувся до нормальної роботи, і в 1946 році авіакомпанія Trans World Airlines (TWA) почала виконувати рейси до Нью-Йорку.
25 лютого 1946 року члени організації «Іргун» атакували військову базу ВПС Великої Британії і знищили 11 британських військових літаків. Напередодні війни за незалежність Ізраїлю, наприкінці 1947 року, в аеропорту працювали 250 працівників, більшість з них євреї. Біля летовища жили разом єврейські, арабські і англійські родини. Летовище охоронялося місцевою «Поліцією мандата», але, незважаючи на це, ситуація в сфері безпеки погіршала. 1948 року аеропорт був захоплений Арабським легіоном, але пізніше звільнений ізраїльськими військами при ході військової операції «Дані», в якій також були звільнені міста Лод і Рамла, які знаходяться неподалік від аеропорту.

### Від заснування Держави Ізраїль по кінець 1950-х років
Як говорилося, у липні 1948 року аеропорт був звільнений від Арабського легіону при ході військової операції «Дані», яка була частиною війни за незалежність Ізраїлю. 24 листопада 1948 аеропорт було офіційно відкрито як міжнародний аеропорт щойно заснованої держави. У перший же рік після відкриття аеропорту через нього пройшли 40 000 пасажирів. Аеропорт був важливою ланкою при прийнятті хвилі репатріації в Ізраїль, особливо при операціях «Орлині крила» і «Езра і Нехемія», під часі яких в Ізраїль були доставлені євреї, які втекли з Ємену та Іраку. Досі аеропорт залишається головним пунктом прибуття нових репатріантів до Ізраїлю.

Аеропорт Лод в 1958

У 1949 році була заснована національна авіакомпанія Ізраїлю, «Ель-Аль», і аеропорт Лод став її головним хабом. 1950 року авіакомпанія «Arkia Israel Airlines» почала виконувати з аеропорту рейси в міста Ейлат, Хайфа і в кібуц Махнаїм на півночі Ізраїлю. Рік по тому, аеропорт був збільшений, щоб бути здатним приймати приблизно 1.2 мільйона пасажирів на рік; головна злітно-посадкова смуга була подовжена, і її довжина склала 2 400 метрів. Також аеропорт користувався ще двома злітно-посадковими смугами, завдовжки 1770 та 1280 метрів. У 1957—1958 роках аеропортом скористалися 110—130 тисяч чоловік. 1953 року в аеропорту була заснована державна компанія, яка згодом стала Israel Aerospace Industries, великою авіабудівною компанією.

### З початку 1960-х по кінець 1990-х
Коли в авіаційній індустрії почали з'являтися реактивні літаки, почалася підготовка аеропорту до прийняття такого типу літаків, всупереч ідеям побудувати новий аеропорт, більш віддалений від кордону. Був оновлений і відремонтований термінал аеропорту. У листопаді 1959 року в аеропорт прибув перший реактивний літак De Havilland Comet, який почав виконувати регулярні авіарейси з аеропорту в 1960 році. Також в 1959 році почалося будівництво додаткової злітно-посадкової смуги, щоб приймати більші реактивні літаки. Довжина смуги склала 3000 метрів; вона відкрилася 21 грудня 1960, вильотом звичайного, не реактивного літака авіакомпанії «Ель-Аль».
Перший великий реактивний літак виробництва компанії «Boeing» здійснив посадку в аеропорту в січні 1961 року.
У 1960-х роках всі внутрішні рейси були переміщені з аеропорту Лод до летовища Сде-Дов всередині Тель-Авіва, але в 1969 році внутрішні рейси повернулися в аеропорт.
У 1961 році біля аеропорту відкрився перший на Близькому Сході авіаційний готель «Авіа», в якому селилися екіпажі літаків і бізнес-діячі. З готелю кожні півгодини виходив шаттл до аеропорту, а сам готель працював 24 години на добу, 7 діб на тиждень.
У 1972 році на аеропорт напали терористи; в ході теракту, який стався 30 травня і виконувався членами японської радикальної організації «Червона армія Японії», 26 осіб загинули і 72 були поранені. Після події, зал зустрічаючих був відокремлений від самих пасажирів, що прилітають спеціальним куленепробивним склом.

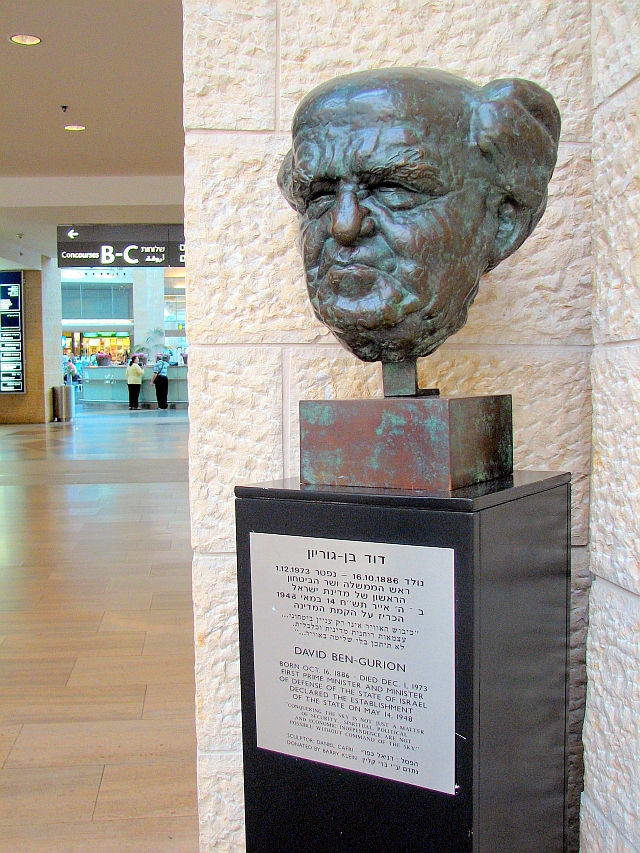
Бюст Давида Бен-Гуріона при вході до терміналу 3

Під час Війни Судного дня кількість пасажирських перевезень знизилася, і аеропорт почав приймати літаки, які доставляли продовольство і озброєння з США. Всього аеропорт прийняв 566 таких літаків, в складі авіаційного конвою.
У 1973 році, після смерті першого прем'єр-міністра Ізраїлю Давида Бен-Гуріона, аеропорт був перейменований в Міжнародний аеропорт імені Давида Бен-Гуріона.
Після заснування Управління аеропортів Ізраїлю в 1977 році, ця служба почала покращувати аеропорт. Був побудований другий поверх терміналу, там знаходився магазини Duty Free. Були побудовані нові виходи на посадку, а також новий зал зустрічаючих і новий диспетчерський пункт.

### 1990—2015
У 1993 році почалися переговори про будівництво нового терміналу аеропорту, оскільки старий термінал не справлявся із збільшеним пасажиропотоком. Межа для 1-го терміналу — 5 мільйонів пасажирів на рік, але прогнозувалося подвоєння кількості пасажирів протягом 7-10 років
16 січня 1994 Уряд Ізраїлю ухвалив рішення про будівництво нового терміналу, відкриття якого планувалося на 2000 рік. За різними оцінками, через наближення Міленіуму очікувалося велика кількість прочан, які відвідають святі місця в Ізраїлі. Прогноз справдився, і кількість пасажирів, які пройшли через аеропорт, дійсно стало рекордним, але після початку інтифади Аль-Акса кількість пасажирів знизився до 2,5 мільйонів, і пасажиропотік зміг перевищити позначку 2000 року тільки в 2007 році.

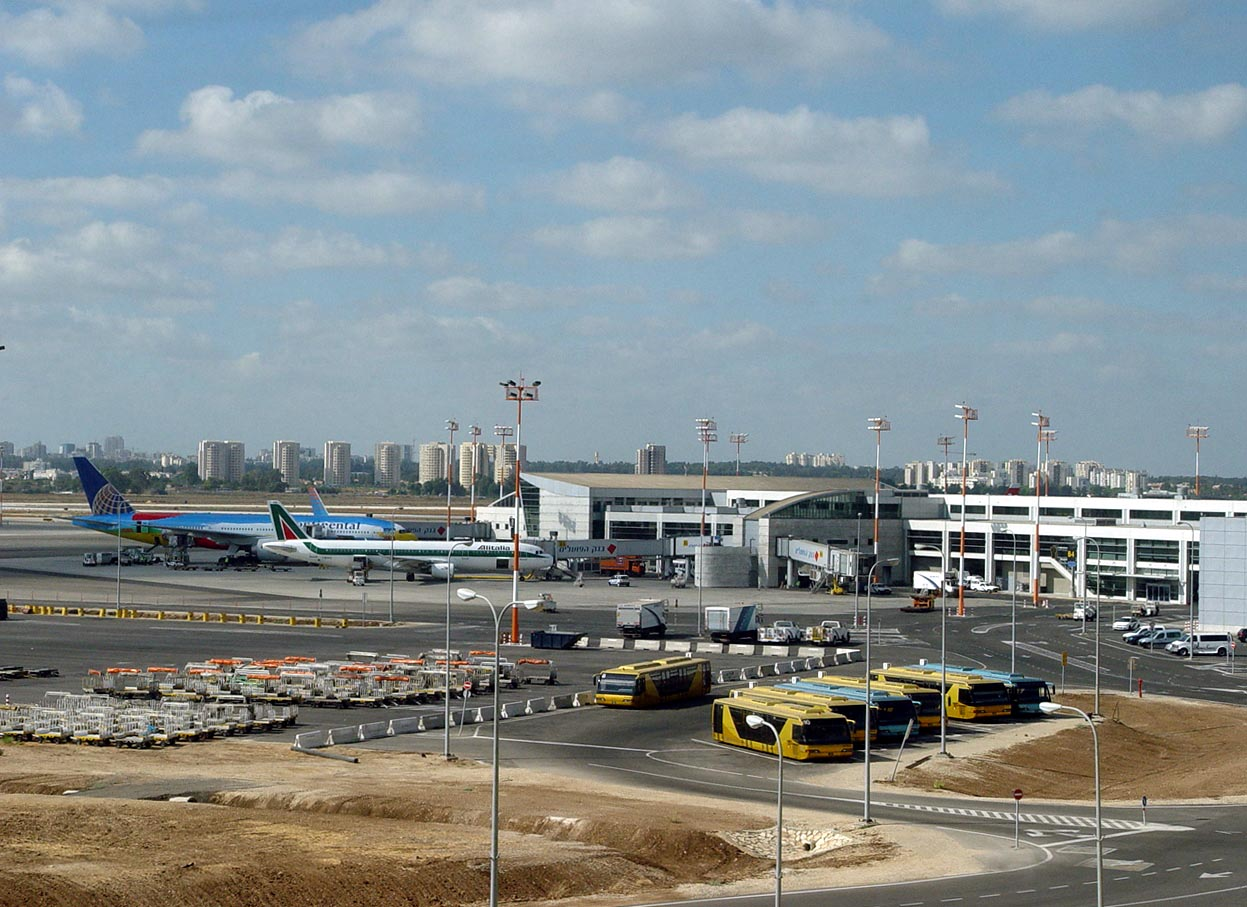
Термінал 3 в 2005 році

Через судові розгляди будівництво нового третього терміналу було заморожено до 1997 року. Багато жителів околиць аеропорту були проти будівництва і розширення аеропорту, але все ж будівництво нового терміналу розпочалося 25 жовтня 1998 року. Два роки по тому турецька будівельна компанія, яка будувала термінал, збанкрутувала, і проєкт затягнувся на ще один рік. Згодом турецьку компанію змінили ізраїльські компанії, але потім відкриття терміналу було відстрочено ще на 18 місяців. Новий термінал аеропорту було офіційно відкрито 2 листопада 2004 року
Через відкриття нового терміналу, що викликало падіння цін на нерухомість в районі аеропорту, до суду надійшло понад п'яти тисяч позовів на загальну суму в 1 млрд шекелів.
У червні 2010 року розпочалися роботи з подовження наявних злітно-посадкових смуг, які закінчилися в 2014 році. Також почалося будівництво додаткової (четвертої) зони в терміналі 3, і будівництво нового диспетчерського пункту. Нова вежа АДП була введена в дію влітку 2015 року.
У 2014 році, під час військової операції «Незламна скеля», велика частина повітряного простору Ізраїлю було передано Армії оборони Ізраїлю, і це, разом з пусками ракет з сектора Газа по центру країни, призвело до затримок і змінило авіаційні маршрути. Всі посадки під час операції проводилися на «коротку» смугу, глісада якої проходить з півночі на південь. 22 липня ракета впала неподалік від аеропорту, що призвело до скасування рейсів десятків авіаліній (переважно, європейських і американських), але пізніше повітряний рух відновився.

## Термінали

### Термінал 1

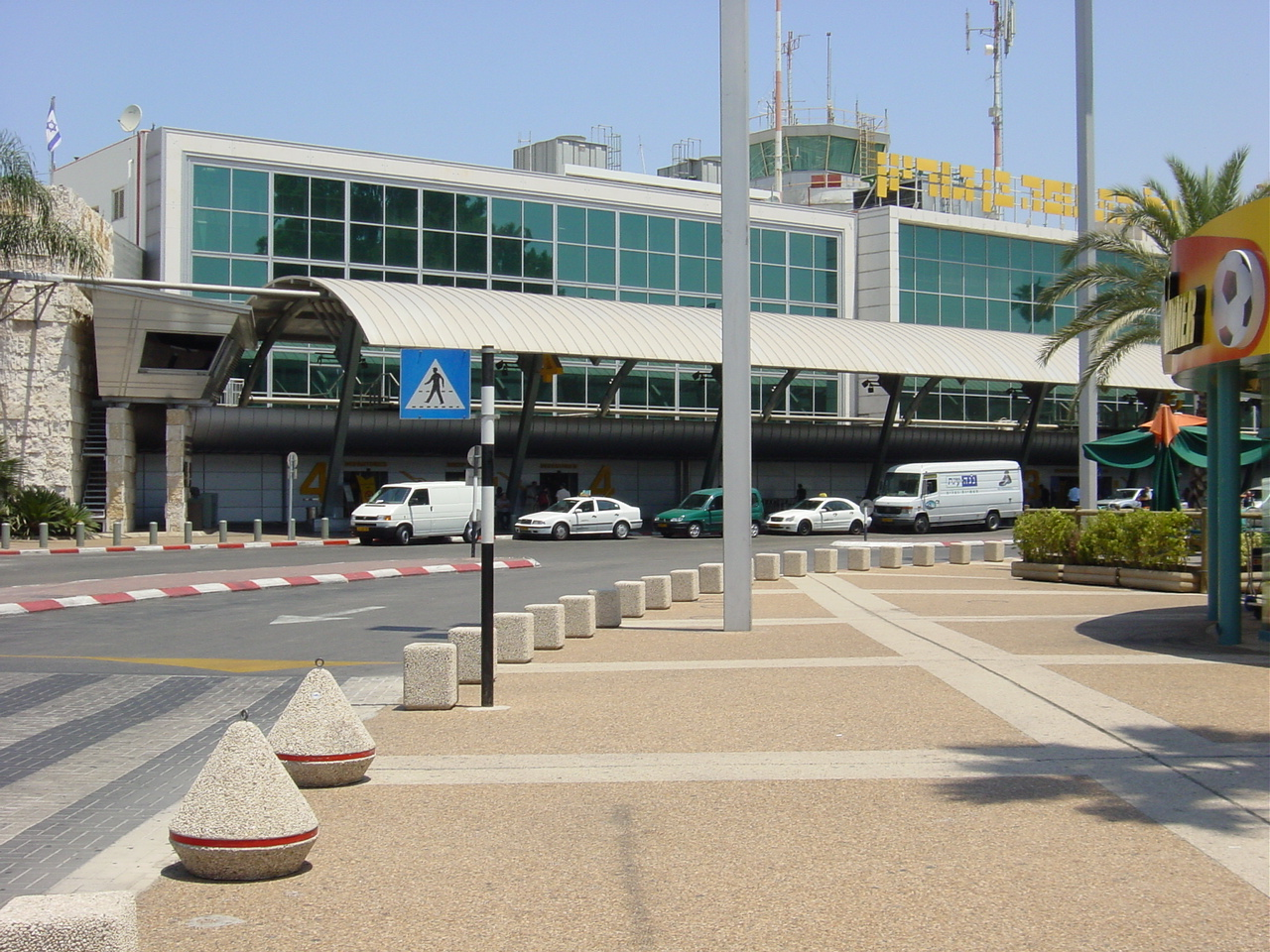
Термінал № 1

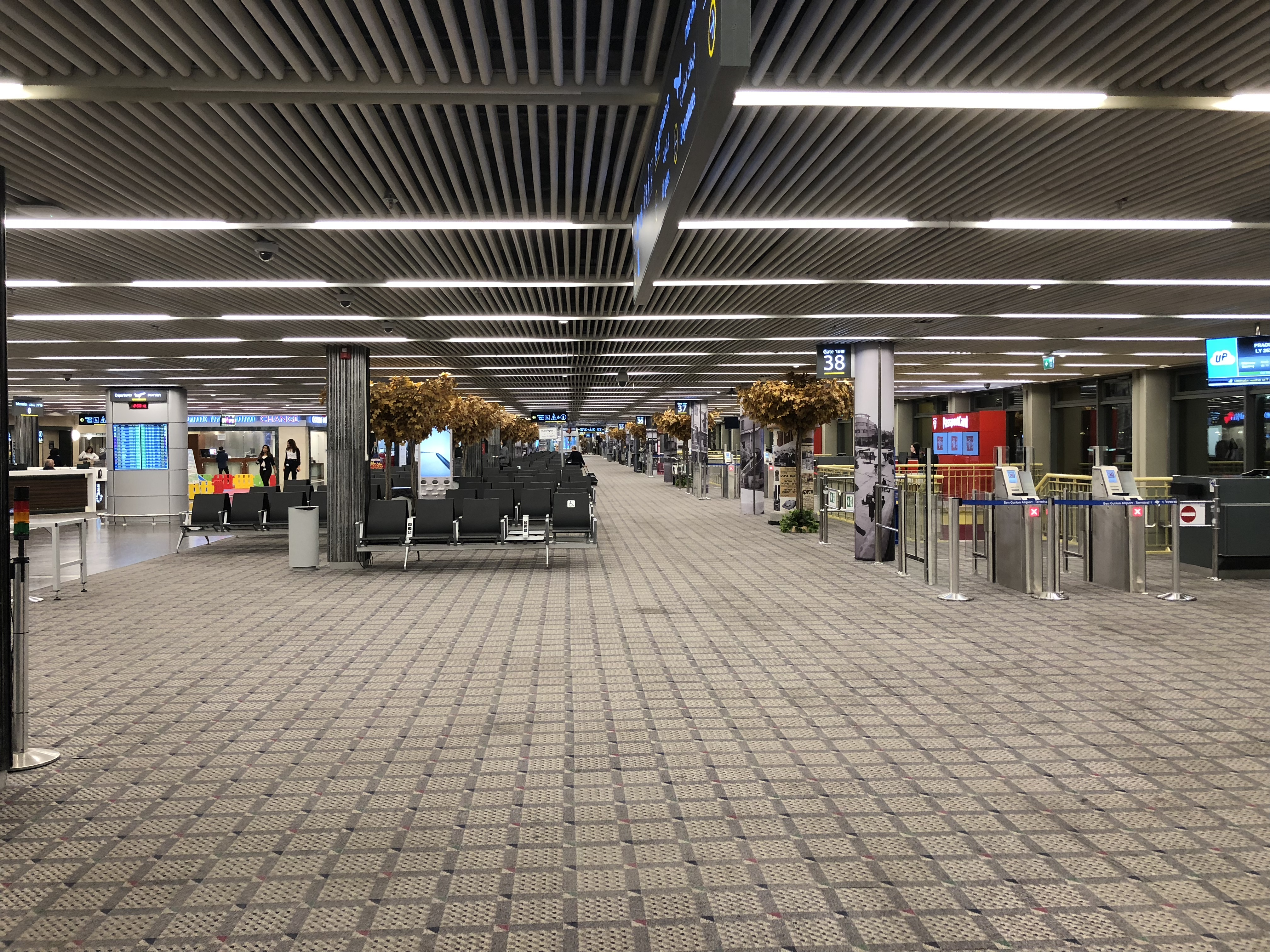
Відновлений Термінал № 1 (листопад 2017 р.)

Термінал № 1 було побудовано за часів британського мандата, в 1930-х роках. Відтоді він кілька разів перебудовувався і розростався зі збільшенням пасажиропотіку, поки в 1990-х роках не прийняв сучасний вид.
До 2004-го року термінал № 1 був головним терміналом і обслуговував майже всі міжнародні рейси.
Стійки реєстрації рейсів в терміналі № 1 знаходилися на першому поверсі. Пройшовши реєстрацію та здавши багаж, пасажири піднімалися на ліфті «Отіс» на другий поверх, де проходили паспортний контроль і митний огляд. На другому поверсі так само були розташовані VIP-ложі, синагога і магазини дьюті фрі. Пасажир, який купив в дьютіфрі великі речі, мав можливість залишити їх в аеропорту і забрати після повернення. Спустившись з другого поверху і пройшовши квитковий контроль, пасажири проходили через гейти до автобусів, які відвозили їх до трапу літака.
Зал прибуття з паспортним контролем, багажним конвеєром, митницею та відпускними пунктом дьютіфрі, де пасажир має можливість забрати куплені при відльоті товари, перебували в південному кінці будівлі терміналу.
Після завершення будівництва терміналу № 3, термінал № 1 був тимчасово закритий для пасажирських авіаперевезень за винятком урядових рейсів, або спецрейсів для репатріантів з Північної Америки і Африки.
Поки будівля була закрита, в ній проводилися різні виставки, в тому числі і експозиція століття «Академії мистецтв Бецалеля», проведена в 2006 році.
14 лютого 2006 року Управління аеропортів Ізраїлю інвестувало 4,3 мільйона шекелів в переобладнання терміналу для обслуговування приватних реактивних VIP-літаків і для тих VIP-пасажирів, хто хоче уникнути розголосу і суєти переважно терміналі. Аеропорт вже запропонував наземний VIP-сервіс через підрядників, але йому доводиться збільшити кількість обслуговуваних пасажирів для виправдання інвестицій.
Крім того, в червні 2008-го року була зроблена перша спроба обслуговувати чартерні міжнародні рейси на 1-му терміналі. Для початку, туди була переведена реєстрація пасажирів на частину рейсів до Туреччини. Після реєстрації, пасажири проходили паспортний контроль і сідали в автобуси, які везли їх в дьюті-фрі зону, розташовану в 3-му терміналі.
З літа 2009-го року було збільшено кількість міжнародних рейсів з 1-го терміналу, з метою перетворити його в повноцінний термінал для чартерних і лоу-кост рейсів.

### Термінал 3

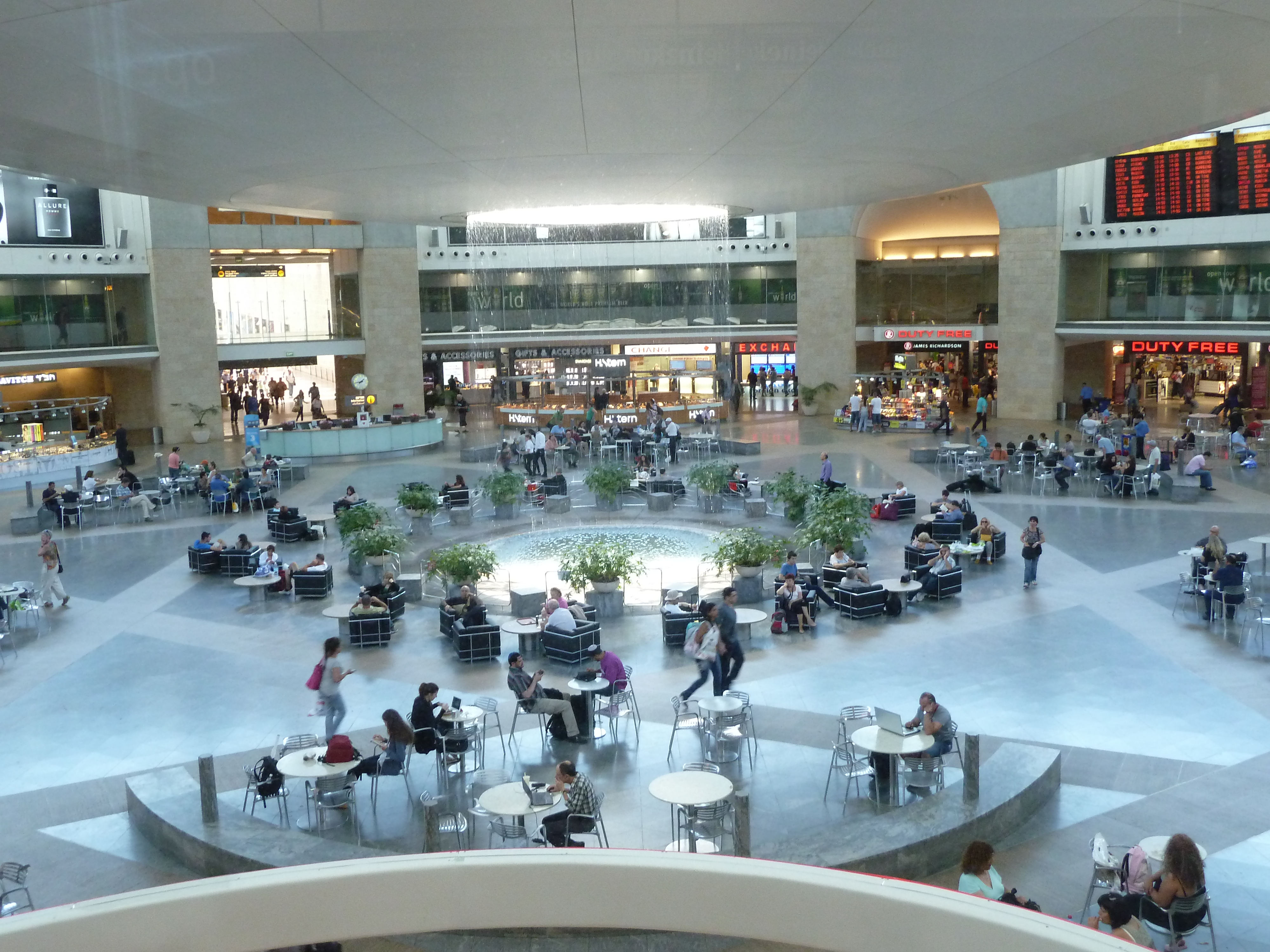
Вид «Площі». В її центрі фонтан і навколо нього знаходяться магазини, звільнені від податків

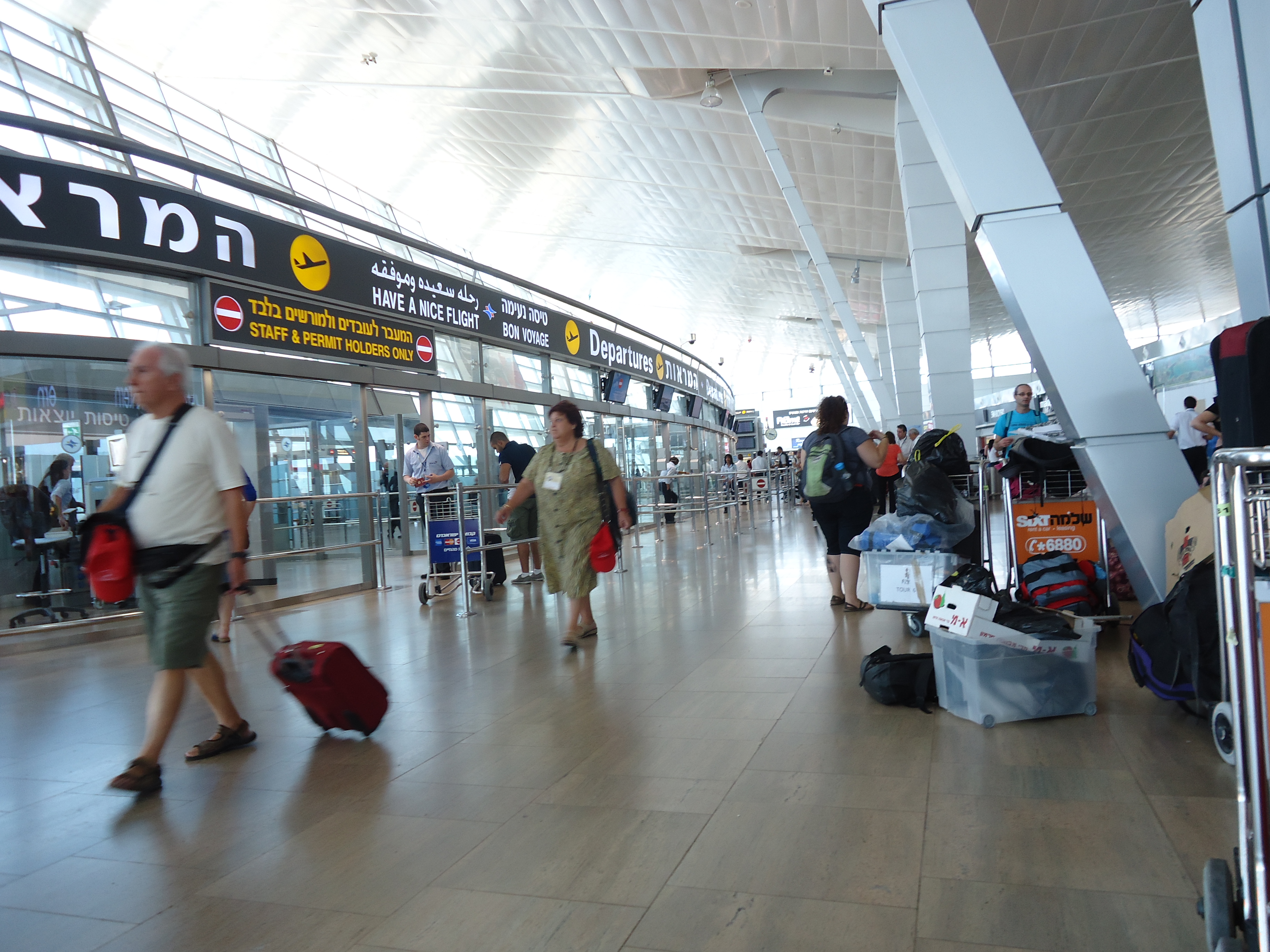
Зона вильоту терміналу № 3

Термінал № 3 був відкритий 2 листопада 2004 року. Перший політ з цього терміналу виконала авіакомпанія El Al в Нью-йоркський міжнародний аеропорт імені Джона Кеннеді. Велику частину дизайну терміналу спроєктували фірми «Black and Veatch», «Skidmore, Owings and Merrill», а також Моше Сафді, Рамом Кармі та інші ізраїльські архітектори.
Термінал № 3 замінив термінал № 1 в ролі головних повітряних воріт Ізраїлю. Новий термінал здатний обслуговувати понад 10 мільйонів пасажирів на рік, і після додавання 2 додаткових залів (з п'яти запроєктованих залів на середину 2010-х побудовані три), його пропускна здатність зросте до 16 мільйонів пасажирів на рік. Крім цього спроєктованого розширення, ніякі зміни більш не торкнуться терміналу № 3, через дуже близьке розташування аеропорту до житлових районів Центру країни, бо шум літаків що злітають і приземляються буде турбувати мешканців довколишніх районів. Коли пасажиропотік зросте настільки, що аеропорт перестане з ним справлятися, буде побудований новий міжнародний аеропорт подалі від житлових районів.
Термінал № 3 має три бізнес-зали очікування: зал «Ель-Аль Кінг-Девід» (в секції «D», в якій проводиться посадка на більшість рейсів авіакомпанії «Ель-Аль») і два зали «Дан» (в секціях " B «і» C "). 24 липня 2013 року Управління аеропортів Ізраїлю оголосило про те, що в терміналі № 3 заплановано побудувати 120 готельних номерів.

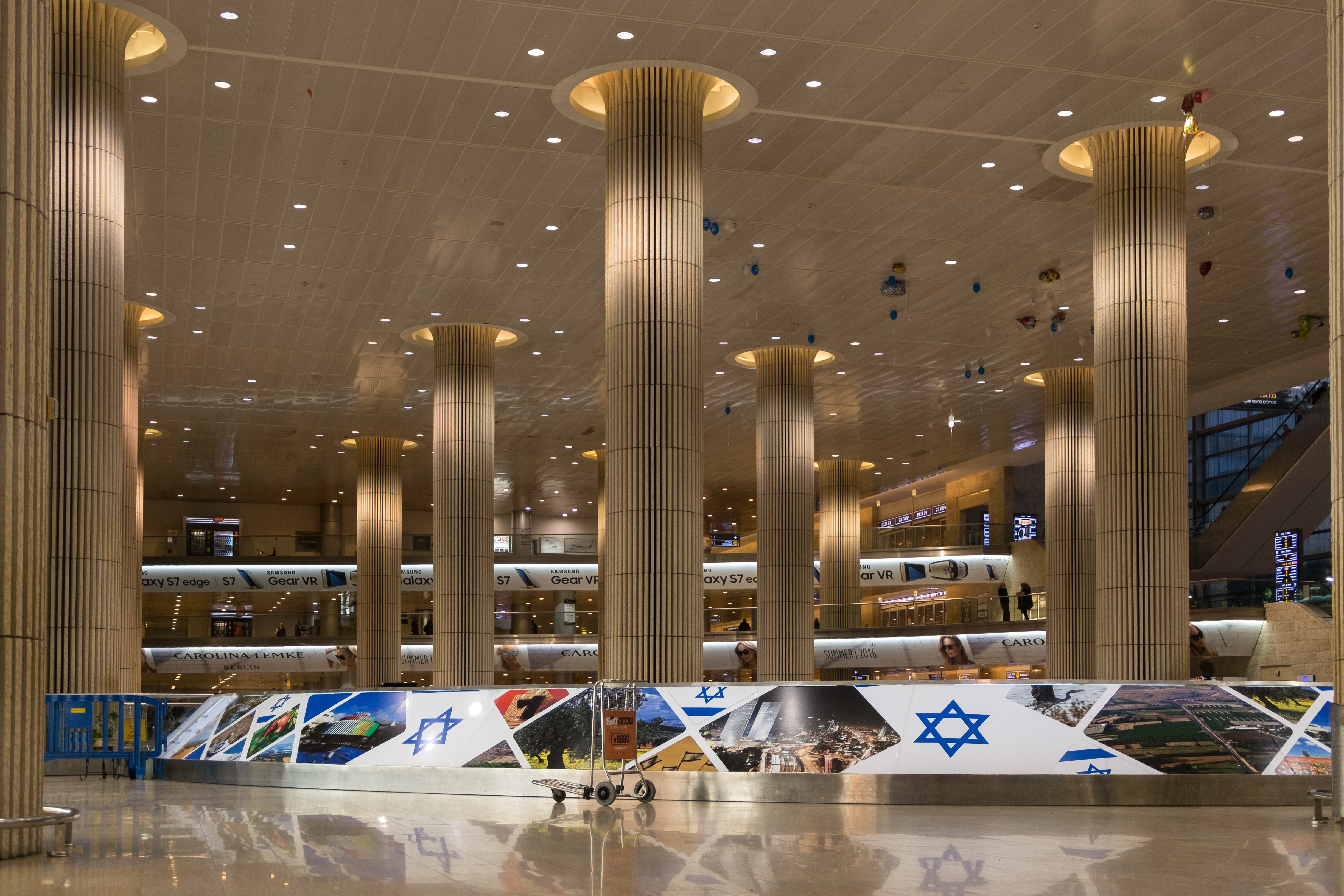
Зал прибуття 3-го терміналу

Термінал є багаторівневою конструкцію, де зал очікування прибулих знаходиться на нижньому рівні, а реєстраційні стійки і дьюті-фрі — на верхньому. Під'їзні шляхи і автостоянки так само багаторівневі.
Зал відбуваючих обладнано рентгенівськими установками, що «просвічують» багаж пасажирів. Є більше 100 реєстраційних стійок. Торговий центр «Buy & Bye» відкрито 24 години на добу для пасажирів, проводжаючих і випадкових відвідувачів. На тому ж рівні пасажири проходять паспортний контроль і перевірку безпеки. Похила скляна зовнішня стіна відкриває вид на летовище і дозволяє бачити злети, посадки і руління літаків. Пройшовши крізь ворота в цій стіні, (там же доглядають ручну поклажу) пасажири через довгий похилий коридор потрапляють в зореподібне приміщення, де розташовані магазини дьюті-фрі і ресторани. До приміщення приєднані три зали — «B», «C» і «D» (в проєкті побудувати ще 2), які освітлені природним сонячним освітленням а також обладнані «траволатором», що полегшує процес пересування пасажирів з важкої ручною поклажею, і своєю чергою з'єднані з 8 телескопічними трапами, пронумерованими від 2 до 9. Кожен зал так само має по дві автобусні платформи з номерами 1 і 1А — для доставки пасажирів до літаків, що не пристиковані до телескопічних трапів.
Безпосередньо біля входу в термінал розташована залізнична платформа, а також стоянки таксі, автобусів і шатлів, що курсують між цим і першим терміналом, а також автостоянкою на тривалий термін. Хол терміналу № 3 обладнаний 8 ліфтами з максимальною вантажопідйомністью 6000 кг. Також в терміналі № 3 всюди є вільний доступ до бездротового Інтернету.

### Недіючі термінали

#### Термінал 2
Будівництво терміналу 2 розпочалося в 1967 році. Його було відкрито в 1969 році, коли авіакомпанія Arkia відновила свою діяльність в аеропорту після Шестиденної війни.
У 1990-х роках, коли термінал № 1 перестав справлятися із збільшеним пасажиропотоком, в Терміналі 2 була додана допоміжна міжнародна секція. У цій секції проводилася реєстрація на міжнародні чартерні рейси, а також на регулярні рейси компанії Tower Air в Ньюарк. Після проходження реєстрації та паспортного контролю, пасажири переїжджали на внутрішньому автобусі в будівлю терміналу № 1, де знаходилися зал очікування і магазини безмитної торгівлі (дьюті-фрі). Міжнародна секція діяла, поки не було побудовано термінал № 3.
Термінал 2 обслуговував внутрішні рейси аж до 20 лютого 2007 року, коли внутрішні рейси були переведені до відремонтованого терміналу 1.
На середину 2010-х будівлю терміналу знесено, і на його місці будується багажний термінал компанії UPS.

#### Термінал 4
Термінал № 4, побудований в 1999 році, планувався до відкриття в 2000 році, але так і не був офіційно відкритий. Термінал використовувався для обслуговування пасажирів, які прибули з Азії під час спалаху атипової пневмонії, а також для прийняття урни з прахом Ілана Рамона, який загинув під час катастрофи шатла «Колумбія».

## Злітно-посадкові смуги
Аеропорт імені Бен-Ґуріона має 3 злітно-посадкові смуги: «головна» (12/30), «коротка» (03/21) і «тиха»(08/26).

#### «Головна» ЗПС

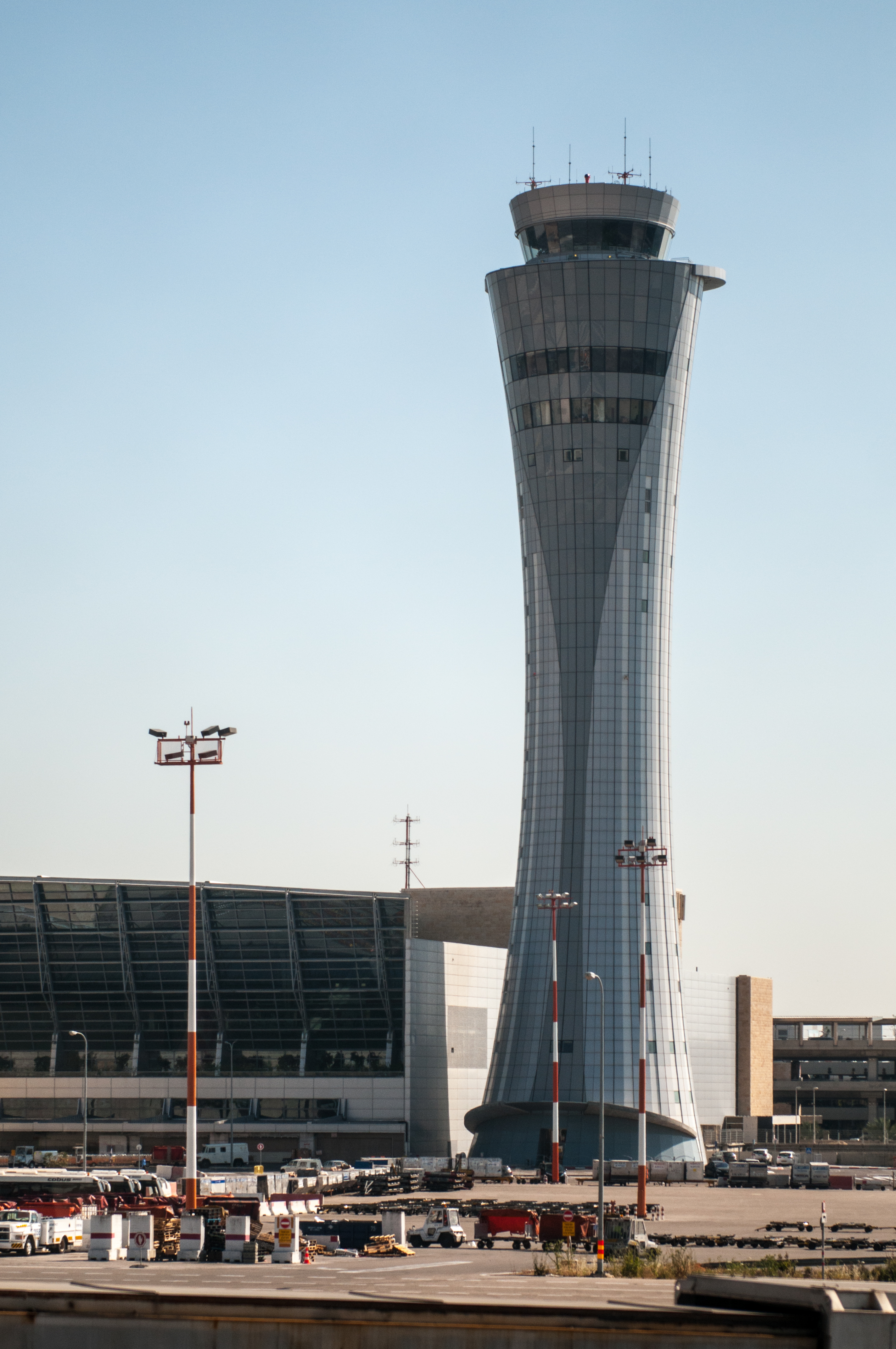
Нова диспетчерська вишка аеропорту

Найближчою до терміналів 1 та 3 злітно-посадковою смугою є «головна» ЗПС (12/30), завдовжки 3112 метрів. Покриття асфальтове. Супроводжується по всій довжині руліжною доріжкою. Більшість посадок на цій смузі проводиться із західу на схід, з боку Середземного моря над південним Тель-Авівом (напрямок 12).
Влітку і восени 2007 року смуга пройшла капітальний ремонт, і знову відкрилася 1 листопада 2007 року.

#### «Коротка» ЗПС
Номер смуги 03/21, довжина 2780 метрів. Посадка з півночі на південь (напрямок 21). Покриття асфальтове. У минулому смуга була коротшою, її довжина становила 1780 метрів. Смуга обслуговувала головним чином вантажні літаки, що належать ізраїльським ВПС. Потім до початку великих робіт по реконструкції летовища смуга використовувалася як руліжна доріжка для цивільних лайнерів, що прямують на зліт з «тихої» смуги зі сходу на захід.
29 травня 2014 року після серйозної реконструкції було відкрито подовжена до 2780 м смуга 03/21 для зльоту і посадки таких повітряних суден, як Боїнг-747. Це дозволило на 40 % скоротити кількість літаків, що пролітають над Тель-Авівом..
Маршрут заходу на посадку пролягає над містами Рош-ха-Аїн і Кфар-Касем, на північ від аеропорту. На час проведення операції «Незламна скеля» майже весь цивільний трафік був переведений на смугу 03/21, щоб зменшити ймовірність попадання в літаки ракет з Сектора Газа, що летять з південної сторони.

#### «Тиха» ЗПС
Це найдовша смуга 3657 метрів). Номер 08/26. Покриття асфальтове. Називається вона «тиха», тому що глісада проходить не над житловими районами, а над сільськогосподарськими угіддями, зі сходу на захід (напрямок 26), і шум, що походить від літаками що заходять на посадку, менше турбує жителів. Це найновіша смуга, вона побудована на початку 1970-х років.
Влітку і восени 2007 року під час капітального ремонту «головної» смуги, «тиха» смуга залишалася єдиною здатною прийняти великі літаки типу Боїнг-747 та Боїнг-777. Через збільшення кількості нічних посадок шум, що походить від літаками що заходять на посадку, турбував жителів селища Бней-Атарот. Адміністрація селища подала скаргу в міністерство екології, і під загрозою закриття аеропорту Управління цивільної авіації Ізраїлю погодилося оплатити жителям селища проживання в готелі на період ремонту провідної смуги.
Під час останньої реконструкції аеропорту смуга 08/26 була подовжена до 4280 метрів і стала використовуватися переважно для зльотів (напрямок 08).

### Зміни конфігурації летовища в 2010-і

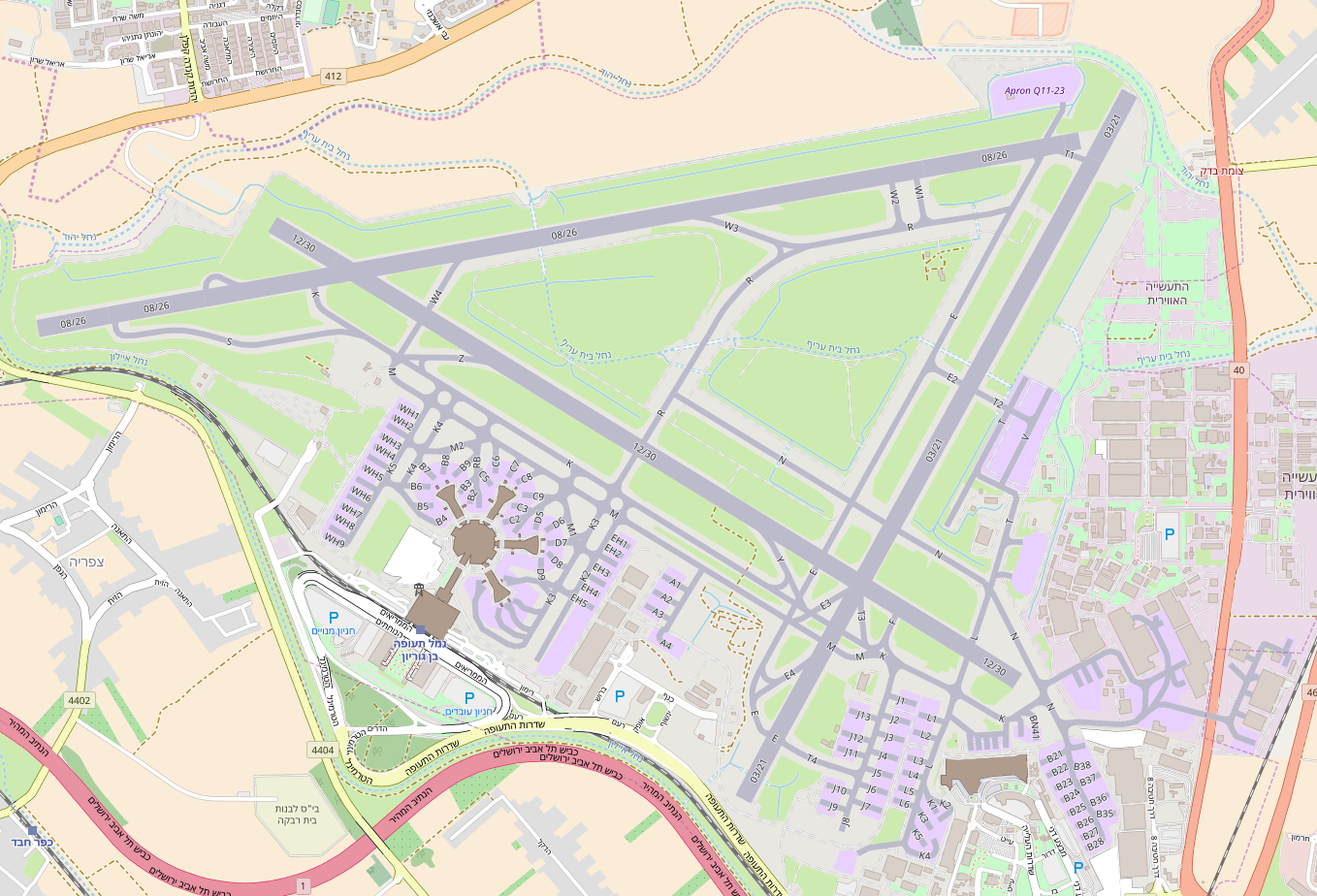
Комплекс летовища на 2014 рік (скриншот з OpenStreetMap)

Той факт, що «головна» і «тиха» злітно-посадкові смуги перетинаються в районі своїх західних торців, ускладнював повітряний рух і рулювання, а також погіршував безпеку польотів, тому диспетчери змушені були збільшувати інтервали між злетами і посадками. Щоб якоюсь мірою вирішити ці проблеми, в 2010 році розпочато великі роботи по переобладнанню летовища: будівництво додаткових руліжних доріжок, подовження смуг 03/21 2780 м та 08/26 до 4280 м. Після того, як всі етапи будівництва були завершені, злітно-посадкова смуга 03/21 стала переважно використовуватися для посадок літаків (з півночі на південь). Більшість зльотів проводиться тепер з «тихої» злітно-посадкової смуги у західному напрямку. Така конфігурація дозволяє підвищити безпеку польотів і скоротити інтервали між злетами і посадками. Проєкт завершено в травні 2014 року.

## Авіалінії та напрямки, червень 2023

### Пасажирські
| Авіакомпанія                  | Пункт призначення |
| ----------------------------- | --- |
| Aegean Airlines               | Афіни, Салоніки Сезонні: Ханья, Іракліон, Яніна, Каламата, Міконос, Родос |
| AeroItalia                    | Мілан-Бергамо |
| Air Canada                    | Торонто-Пірсон Сезонний: Монреаль-Трюдо |
| Air Europa                    | Мадрид |
| Air France                    | Париж–Шарль де Голль |
| Air India                     | Делі |
| Air Malta                     | Мальта |
| Air Montenegro                | Сезонний чартер: Подгориця |
| Air Peace                     | Лагос |
| Air Serbia                    | Белград |
| Air Seychelles                | Сейшели |
| airBaltic                     | Рига |
| Aircompany Armenia            | Єреван |
| American Airlines             | New York–JFK |
| AnadoluJet                    | Анталія, Даламан, Стамбул–Сабіха Гьокчен |
| Arkia                         | Афіни, Барселона, Дубай, Ейлат, Гоа–Даболім (з 19 вересня 2023), Марракеш, Рим–Ф’юмічіно Сезонно: Амстердам, Баку, Батумі, Белград, Берлін, Будапешт, Кишинів, Дубровник, Іракліон, Стамбул, Кос, Ларнака, Мадрид, Сейшели, Міконос, Охрид, П'єштяни, Пловдив, Прага, Родос, Шарм-ель-Шейх, Софія, Тбілісі, Салоніки |
| ASL Airlines France           | Сезонний: Париж–Шарль де Голль |
| Austrian Airlines             | Відень |
| Azerbaijan Airlines           | Баку |
| Azimuth                       | Мінеральні Води, Сочі |
| Bluebird Airways              | Афіни, Барселона, Будапешт, Рим–Ф'юмічіно Сезонні: Берлін, Бухарест, Бургас, Іракліон, Кос, Ларнака, Міконос, Прага, Родос, Санторіні, Салоніки |
| British Airways               | Лондон–Хітроу |
| Brussels Airlines             | Брюссель |
| Bulgaria Air                  | Софія Сезонно: Бургас, Варна |
| Cathay Pacific                | Гонконг |
| Corendon Airlines             | Сезонні: Анталія, Бодрум |
| Croatia Airlines              | Сезонний: Загреб |
| Cyprus Airways                | Ларнака |
| Delta Air Lines               | Атланта, Бостон, New York–JFK |
| easyJet                       | Амстердам, Базель — Мюлуз — Фрайбург, Берлін, Женева, Лондон–Лутон, Манчестер, Мілан–Мальпенса, Ніцца, Париж–Шарль де Голль Сезонний: Лондон–Гатвік |
| Egyptair                      | Каїр |
| El Al                         | Амстердам, Афіни, Бангкок–Суварнабхумі, Барселона, Пекін, Берлін, Бостон, Бухарест, Будапешт, Касабланка, Делі (з 29 жовтня 2023), Дубай, Дублін, Форт-Лодердейл-Голлівуд (з 13 вересня 2023), Франкфурт, Женева, Йоганнесбург–О. Р. Тамбо, Ларнака, Лісабон, Лондон–Хітроу, Лондон–Лутон, Лос-Анджелес, Мадрид, Марракеш, Марсель, Маямі, Мілан–Мальпенса, Москва–Домодєдово, Мумбаї з 29 жовтня 2023), Мюнхен, New York–JFK, Ньюарк, Ніцца, Париж–Шарль де Голль, Пхукет Прага, Рим–Ф'юмічіно, Софія, Салоніки, Токіо–Наріта, Відень, Цюрих Сезонно: Венеція, Загреб |
| Emirates                      | Дубай |
| Ethiopian Airlines            | Аддис-Абеба |
| Etihad Airways                | Абу-Дабі |
| European Air Charter          | Сезонний чартер: Варна |
| Finnair                       | Гельсінкі |
| flydubai                      | Дубай |
| FlyOne                        | Кишинів, Єреван |
| Georgian Airways              | Тбілісі |
| Gulf Air                      | Бахрейн |
| Hainan Airlines               | Пекін, Шанхай–Пудун, Шеньчжень |
| HiSky                         | Бухарест, Кишинів, Клуж-Напока, Тімішоара (з 31 серпня 2023) |
| Iberia                        | Мадрид |
| Icelandair                    | Сезонний: Рейк'явік |
| Israir Airlines               | Афіни, Бахрейн, Баку, Батумі, Касабланка, Катанія, Дубай, Ейлат, Стамбул, Марракеш, Софія, Тбілісі, Салоніки, Варна, Єреван, Занзібар Сезонний: Берлін, Будапешт, Бургас, Ханья, Корфу, Іракліон, Любляна, Малага, Мальта, Прага, Родос, Рига, Шарм-ель-Шейх, Штутгарт, Тиват Сезонний чартер: Берген, Лісабон, Осло-Гардермуен |
| ITA Airways                   | Рим–Ф'юмічіно |
| KLM                           | Амстердам |
| Korean Air                    | Сеул–Інчхон |
| LOT Polish Airlines           | Краків, Варшава–Шопен |
| Lufthansa                     | Франкфурт, Мюнхен |
| Neos                          | Сезонні: Афіни, Корфу, Лісабон, Мілан–Мальпенса, Верона |
| Norwegian Air Shuttle         | Копенгаген, Стокгольм–Арланда |
| Pegasus Airlines              | Анталія, Стамбул–Сабіха Гьокчен Сезонно: Даламан, Ізмір, Трабзон |
| Qanot Sharq                   | Сезонні: Самарканд |
| Red Wings Airlines            | Москва–Домодєдово, Москва–Жуковський |
| Royal Air Maroc               | Касабланка |
| Royal Jordanian               | Амман |
| Ryanair                       | Барі, Мілан-Бергамо, Берлін, Болонья, Бухарест (з 1 листопада 2023), Будапешт, Брюссель-Шарлеруа, Карлсруе/Баден-Баден, Краків, Мальта, Марсель, Меммінген, Неаполь, Пафос, Познань, Рим–Ф'юмічіно, Софія, Салоніки, Тревізо, Турин, Відень, Вільнюс Сезонний: Афіни, Ханья, Корфу |
| SmartWings                    | Прага |
| Southwind Airlines            | Сезонний чартер: Анталія |
| Sun d'Or                      | Сезонні: Катанія, Дубровник, Стамбул, Краків, Любляна, Неаполь, Порту, Родос, Зальцбург, Шарм-ель-Шейх, Тбілісі, Загреб |
| SunExpress                    | Сезонний: Ізмір |
| Swiss International Air Lines | Цюрих |
| TAP Air Portugal              | Лісабон |
| TAROM                         | Бухарест |
| Transavia                     | Амстердам, Ейндговен, Ліон, Париж–Орлі |
| Turkish Airlines              | Стамбул |
| Tus Air                       | Афіни, Дюссельдорф, Ларнака, Рим–Ф'юмічіно Сезонно: Корфу, Іракліон, Превеза, Пафос, Родос |
| United Airlines               | Чикаго–О'Хара, Ньюарк, Сан-Франциско, Вашингтон–Даллес |
| Uzbekistan Airways            | Ташкент |
| Virgin Atlantic               | Лондон–Хітроу |
| Vueling                       | Барселона |
| Wizz Air                      | Абу-Дабі, Афіни, Барселона, Бухарест, Будапешт, Катанія, Клуж-Напока, Дебрецен, Ясси, Катовіце, Краків, Ларнака, Лондон–Гатвік, Лондон–Лутон, Мілан–Мальпенса, Неаполь, Рим–Ф'юмічіно, Софія, Варна, Венеція, Відень, Вільнюс, Варшава–Шопен Сезонний: Бургас, Іракліон, Міконос, Родос, Санторіні |

### Вантажні
| Авіакомпанія             | Пункт призначення                                    |
| ------------------------ | ---------------------------------------------------- |
| CAL Cargo Air Lines      | Ларнака, Льєж, New York–JFK, Осло-Гардермуен, Відень |
| DHL Aviation             | Бергамо, Лейпциг/Галле                               |
| El Al Cargo              | Льєж, New York–JFK                                   |
| Ethiopian Airlines Cargo | Аддис-Абеба, Стамбул-Ататюрк                         |
| FedEx Express            | Афіни, Кельн/Бонн, Мюнхен, Париж–Шарль де Голль      |
| Korean Air Cargo         | Мілан–Мальпенса, Сеул–Інчхон, Відень                 |
| Lufthansa Cargo          | Франкфурт                                            |
| Royal Jordanian Airlines | Амман                                                |
| Silk Way Airlines        | Баку                                                 |
| Turkish Airlines Cargo   | Стамбул-Ататюрк                                      |

## Статистика
| Рік  | Пасажирообіг | Зміна у відсотках | Загалом трафік | Зміна у відсотках |
| ---- | ------------ | ----------------- | -------------- | ----------------- |
| 1999 | 8,916,436    |                   |                |                   |
| 2000 | 9,879,470    | ▲10.8 %           | 80,187         |                   |
| 2001 | 8,349,657    | ▼15.5 %           | 69,226         | ▼13.7 %           |
| 2002 | 7,308,977    | ▼12.5 %           | 63,206         | ▼8.7 %            |
| 2003 | 7,392,026    | ▲1.1 %            | 61,202         | ▼3.2 %            |
| 2004 | 8,051,895    | ▲8.9 %            | 66,638         | ▲8.9 %            |
| 2005 | 8,917,421    | ▲10.7 %           | 70,139         | ▲5.3 %            |
| 2006 | 9,221,558    | ▲3.4 %            | 76,735         | ▲9.4 %            |
| 2007 | 10,526,562   | ▲14.2 %           | 84,568         | ▲10.3 %           |
| 2008 | 11,550,433   | ▲9.7 %            | 94,644         | ▲11.9 %           |
| 2009 | 10,925,970   | ▼5.4 %            | 89,442         | ▼5.5 %            |
| 2010 | 12,160,339   | ▲11.3 %           | 95,171         | ▲6.4 %            |
| 2011 | 12,978,605   | ▲6.7 %            | 99,527         | ▲4.6 %            |
| 2012 | 13,133,992   | ▲1.2 %            | 97,824         | ▼1.7 %            |
| 2013 | 14,227,612   | ▲8.3 %            | 104,850        | ▲7.2 %            |
| 2014 | 14,925,369   | ▲4.9 %            | 112,653        | ▲6.9 %            |
| 2015 | 16,299,406   | ▲9.2 %            | 118,861        | ▲5.5 %            |
| 2016 | 17,936,810   | ▲10 %             | 127,575        | ▲10.1 %           |

## Наземний транспорт

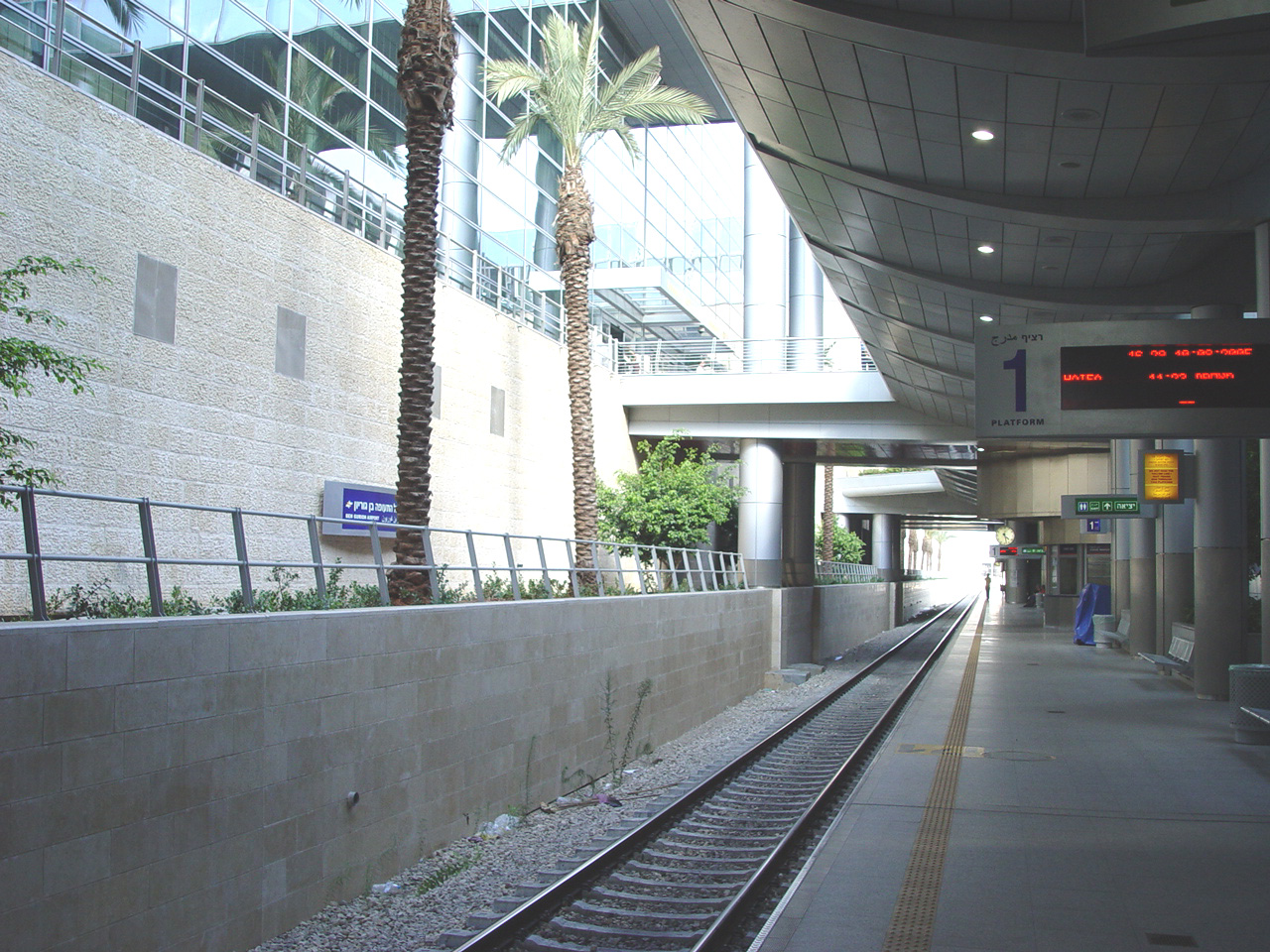
Залізнична станція Бен Гуріон

Аеропорт розташований біля шосе № 1 Тель-Авів — Єрусалим. Автобусна компанія Егед має маршрути з зупинкою в аеропорту. Також аеропорт обладнаний багатоярусними автомобільними стоянками, стоянками таксі та залізничною платформою (є також технічна станція). Через залізничну платформу прямують потяги маршруту Модіїн — Нагарія через Тель-Авів і Хайфу.

## Сполучення зукраїнськимимістами
Регулярні сполучення з українськими містами здійснюють декілька авіакомпаній, як місцеві так і зарубіжні (у тому числі і українські):
- El Al (Дніпропетровськ, Київ-Бориспіль, Одеса)
- Arkia Israel Airlines (Київ-Бориспіль)
- Wizz Air Ukraine (Львів)